# Hugo von Kirchbach

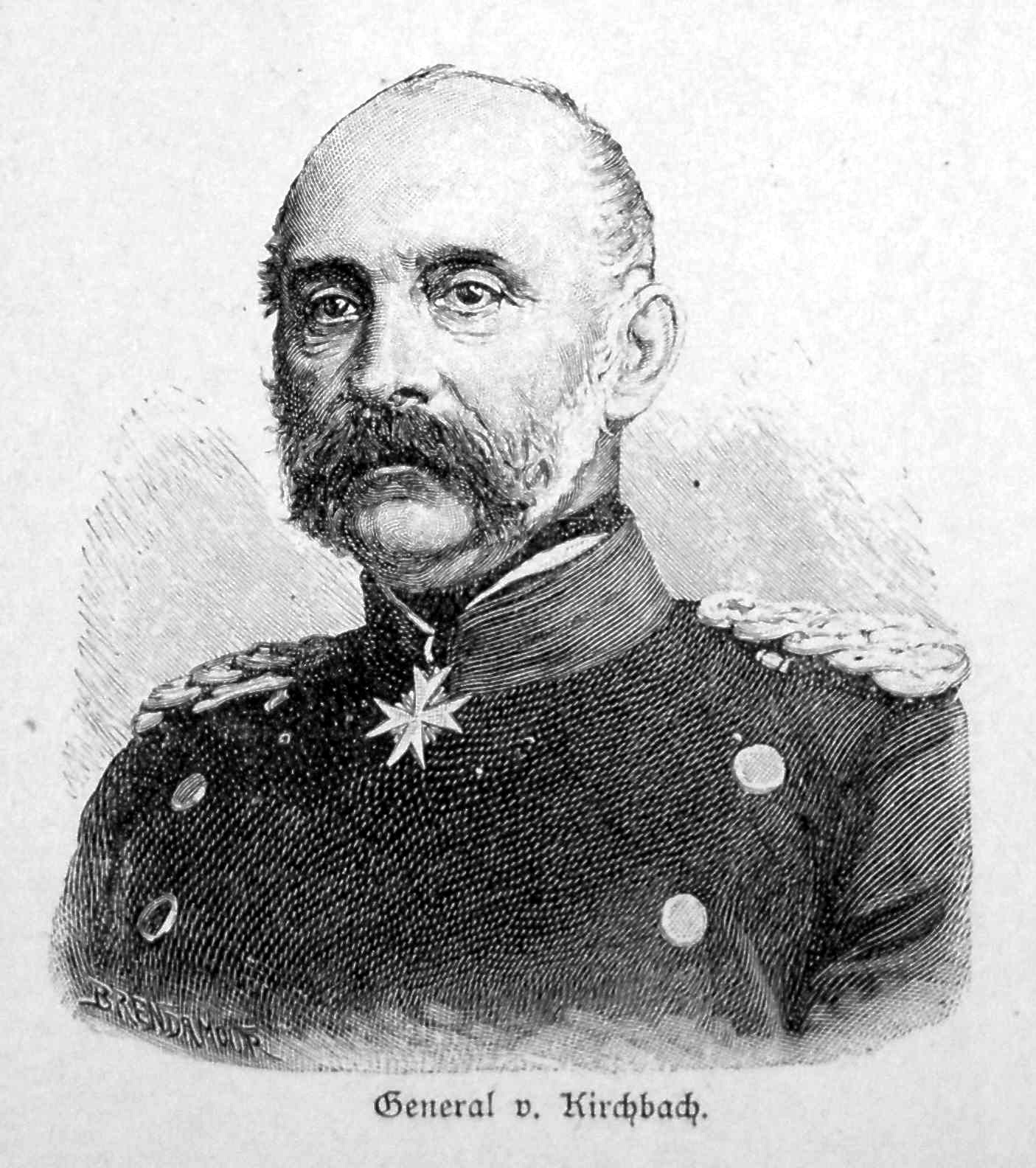
General Hugo von Kirchbach

Hugo Ewald von Kirchbach, ab 1880 Graf von Kirchbach (* 23. Mai 1809 in Neumarkt; † 6. Oktober 1887 in Moholz bei Niesky) war ein preußischer General der Infanterie.

## Leben

### Herkunft
Er war der Sohn von Franz Karl Helmuth von Kirchbach und dessen Ehefrau Babette, geborene Weiland († 1834). Sein Vater war als preußischer Kapitän und Adjutant des Generalmajors Losthin während des Feldzuges in Frankreich am 12. Mai 1814 bei Neuville-Saint-Vaast an einem Fieber verstorben.

### Militärkarriere
Kirchbach besuchte ab 1820 die Kadettenhäuser in Kulm und Berlin und wurde am 5. April 1826 als Portepeefähnrich dem 26. Infanterie-Regiment der Preußischen Armee in Magdeburg überwiesen. Ein Jahr später, am 29. März 1827, erhielt er sein Offizierspatent. 1831/34 absolvierte Kirchbach die Allgemeine Kriegsschule und war ab 1. Januar 1835 Bataillonsadjutant. Anfang Juni 1838 folgte seine Kommandierung zum topographischen Büro. Als Premierleutnant war Kirchbach ab März 1841 für vier Jahre Adjutant der 7. Division und wurde anschließend mit der Beförderung zum Hauptmann Adjutant der 8. Division. Im Oktober 1845 erhielt Kirchbach einen Urlaub von sieben Monaten, um Reisen nach Frankreich, Italien, Österreich und Süddeutschland zu unternehmen.
Ende November 1848 kam es in Erfurt zu revolutionären Erhebungen, an deren Niederschlagung Kirchbach beteiligt war. Dafür wurde ihm der Rote Adlerorden IV. Klasse mit Schwertern verliehen. Am 28. Dezember 1850 zum Major befördert, wurde er sechs Monate später als Adjutant zum Generalkommando des Gardekorps nach Berlin versetzt. Daran schloss sich vom 1. Oktober 1855 bis 30. Juni 1858 eine Tätigkeit als Lehrer an der Allgemeinen Kriegsschule an. Zwischenzeitlich war Kirchbach am 15. Oktober 1856 zum Oberstleutnant befördert worden. Zusätzlich zu seiner Lehrtätigkeit war er vom 30. Dezember 1856 bis zum 9. Dezember 1857 Abteilungschef im Großen Generalstab und anschließend Chef des Generalstabes des Gardekorps. Im April 1858 hatte man ihn außerdem zum Mitglied der Studienkommission der Allgemeinen Kriegsschule berufen.
Nach einer Verwendung als Chef des Generalstabes des III. Armee-Korps wurde Kirchbach am 13. Oktober 1859 zum Kommandeur des 36. Infanterie-Regiments in Halle ernannt. Ab 1. Juli 1860 befehligte er das Infanterie-Regiment Nr. 66. Unter Stellung à la suite seines Regiments wurde Kirchbach am 19. Januar 1863 zum Kommandeur der 19. Infanterie-Brigade ernannt und am 17. März 1863 zum Generalmajor befördert.
Im Deutsch-Dänischen Krieg 1864 befehligte er die mobile 21. Infanterie-Brigade in Schleswig. Bei der Mobilmachung 1866 zum Generalleutnant befördert, führte er im Deutschen Krieg die 10. Division mit großer Auszeichnung. Für seinen erfolgreichen Anteil an den Schlachten von Nachod und Skalitz und am Gefecht bei Schweinschädel erhielt er den Orden Pour le Mérite. Während der Schlacht von Königgrätz kam er nicht zum Einsatz, das V. Armee-Korps erreichte trotz eines Gewaltmarsches die Schlacht nicht mehr rechtzeitig.
Beim Ausbruch des Krieges gegen Frankreich erhielt Kirchbach am 18. Juli 1870 das Kommando des V. Armee-Korps und wurde am 10. August 1870 zum General der Infanterie befördert. Er nahm hervorragenden Anteil am Gefecht von Weißenburg und an der Schlacht bei Wörth, wo er leicht am Genick verwundet wurde. In der Schlacht bei Sedan (1. September 1870) fiel ihm die Aufgabe zu, nach Norden den Ring zu schließen, der die französische Armee umklammerte, indem er Fühlung mit der von Osten kommenden Maasarmee gewann und der französischen Armee den Weg verlegte. Durch die Besetzung von Versailles 19. September 1870 schloss er die Belagerung von Paris im Südwesten ab und hatte dabei, bis zum 9. Februar 1871, das Hauptquartier von König Wilhelm I. und des Kronprinzen in Versailles zu decken. Er schlug alle Ausfälle der Pariser zurück, auch den letzten großen Ausfall vom 19. Januar 1871 (Schlacht am Mont Valérien). Im Februar marschierte er mit seinem Korps nach Orléans, im März nach Vesoul. Am 16. Mai 1871 erfolgte seine Ernennung zum Kommandierenden General des V. Armee-Korps. Für seine Verdienste in diesem Krieg wurde ihm das Eichenlaub zum Pour le Mérite, das Großkreuz des Württembergischen Militärverdienstordens und das Kommandeurkreuz des Militär-Max-Joseph-Ordens verliehen. Außerdem gewährte ihm der preußischen König eine Dotation in Höhe von 100.000 Talern.
Im März 1872 kaufte er sich von der Dotation ein Gut in Moholz im Kreis Rothenburg in der Oberlausitz. Nach fast 54 Dienstjahren als preußischer Offizier wurde Kirchbach am 3. Februar 1880 unter gleichzeitiger Erhebung in den erblichen Grafenstand primogenitur mit Pension zur Disposition gestellt.
Kirchbach war Rechtsritter des Johanniterordens.
Hugo von Kirchbach starb 1887 im Alter von 78 Jahren und wurde auf dem Alten St.-Matthäus-Kirchhof in Schöneberg bei Berlin beigesetzt. Das Grab ist nicht erhalten geblieben.

### Familie
Kirchbach hatte sich am 11. März 1844 in Magdeburg mit Anna Karoline Davide Schwartz (1826–1905) verheiratet. Aus der Ehe gingen folgende Kinder hervor:
- Agnes Luise Davide (* 1845) ⚭ Albert von Wolff (* 1832), preußischer Oberst, Sohn von Karl von Wolff
- Hugo Philipp Robert (1846–1870), preußischer Sekondeleutnant im Garde-Füsilier-Regiment
- Elisabeth Ida Mathilde (* 1847) ⚭ Otto Theodor von dem Knesebeck (1832–1910), preußischer Generalmajor
- Günther (1850–1925), preußischer Generaloberst

## Auszeichnungen, Ehrungen
- Großkreuz des Roten Adlerordens mit Eichenlaub am 27. März 1873
- Großkreuz des Albrechts-Ordens am 14. Oktober 1873
- Alexander-Newski-Orden am 15. Januar 1874
- Ritter des Schwarzen Adlerordens am 18. September 1875
- Ehrenbürger der Stadt Neumarkt am 18. April 1871
- Die Kirchbachstraße in Bremen-Schwachhausen und die Kirchbachstraße in Berlin-Schöneberg sind nach ihm benannt.